# Kenny
För andra betydelser, se Kenny (olika betydelser).
Kenny är en smeknamnsform av Kennet eller Kent. Är också ett irländskt efternamn, från iriska Ó Cionnaith.

## Förnamn
- Kenny Brokenburr (1968–), en amerikansk före detta friidrottare
- Kenny Bräck, svensk tidigare racerförare
- Kenny Dalglish (1951–), en skotsk före detta fotbollsspelare
- Kenny Håkansson (1945–), en svensk gitarrist
- Kenny Jönsson, svensk ishockeyspelare
- Kenny Lynch, brittisk sångare och skådespelare
- Kenny Roberts Jr. (1973–), en amerikansk roadracingförare
- Kenny Rogers (1938–2020), en amerikansk countryartist

## Efternamn
- Enda Kenny, irländsk politiker
- Jason Kenny (1988), en brittisk tävlingscyklist
- Tom Kenny (1962–), en amerikansk skådespelare